# Blepisanis apicefuscipennis
Blepisanis apicefuscipennis là một loài bọ cánh cứng trong họ Cerambycidae.